# قاعدة البيانات الزمنية
تخزن قاعدة البيانات الزمنية البيانات المتعلقة بالوقت. يقدم أنواع البيانات الزمنية وخزن المعلومات المتعلقة بالزمن الماضي، الحاضر، والمستقبل. يمكن أن تكون قواعد البيانات الزمنية أحادية أو ثنائية أو ثلاثية. 
وبشكل أكثر تحديدًا ، تشتمل الجوانب الزمنية عادةً على وقت صالح، وقت معاملة، أو وقت اتخاذ قرار.
- الوقت الصالح هو الفترة الزمنية التي تكون فيها حقيقة ما صحيحة في العالم الحقيقي.
- وقت المعاملة هو الوقت الذي تم فيه تسجيل حقيقة في قاعدة البيانات.
- وقت القرار هو الوقت الذي تم فيه اتخاذ القرار بشأن الحقيقة.